# Luca Magnino
Luca Magnino (Pordenone, 13 agosto 1997) è un calciatore italiano, centrocampista del Modena.

## Biografia
Ha un fratello minore, di nome Lorenzo, musicista.

## Caratteristiche tecniche
Centrocampista fisico e abile in fase difensiva, dotato di una buona capacità di corsa, viene prevalentemente usato come mezzala; ha dichiarato di ispirarsi a Giampiero Pinzi e Claudio Marchisio.

## Carriera

### Club
Cresciuto nel settore giovanile dell'Udinese, di cui è stato anche capitano della formazione Primavera, riceve la prima convocazione in prima squadra l'8 gennaio 2017 in vista del match di Serie A contro l'Inter dove però non riesce ad esordire. Ceduto in prestito alla Casertana pochi giorni più tardi, debutta il 28 gennaio nel match pareggiato 0-0 contro il Trapani.
Il 6 luglio 2017 viene ceduto a titolo definitivo alla Feralpisalò; con il club lombardo gioca tre stagioni giocando 110 incontri fra Serie C e coppe nazionali e realizzando quattro reti.
Il 6 febbraio 2020 in scadenza di contratto viene tesserato dal Pordenone in vista della stagione seguente; il 26 settembre seguente debutta in Serie B nel match pareggiato 0-0 contro il Lecce. Il 7 luglio 2021 rinnova il contratto con il club neroverde fino al 2025.
Il 24 gennaio 2022 viene ceduto in prestito con obbligo di riscatto condizionato al Modena, in Serie C. Con i canarini a fine stagione vince il campionato e la Supercoppa di Serie C. Grazie alla promozione in Serie B, scatta l'obbligo di riscatto, avvenimento che lo rende un giocatore del Modena a titolo definitivo.

### Nazionale
Nel marzo 2019 viene convocato dalla nazionale universitaria italiana.

## Statistiche

### Presenze e reti nei club
Statistiche aggiornate al 13 maggio 2025.
| Stagione           | Squadra            | Campionato         | Campionato | Campionato | Coppe nazionali | Coppe nazionali | Coppe nazionali | Coppe continentali | Coppe continentali | Coppe continentali | Altre coppe | Altre coppe | Altre coppe | Totale | Totale |
| Stagione           | Squadra            | Comp               | Pres       | Reti       | Comp            | Pres            | Reti            | Comp               | Pres               | Reti               | Comp        | Pres        | Reti        | Pres   | Reti   |
| ------------------ | ------------------ | ------------------ | ---------- | ---------- | --------------- | --------------- | --------------- | ------------------ | ------------------ | ------------------ | ----------- | ----------- | ----------- | ------ | ------ |
| 2016-gen. 2017     | Udinese            | A                  | 0          | 0          | CI              | 0               | 0               | -                  | -                  | -                  | -           | -           | -           | 0      | 0      |
| gen.-giu. 2017     | Casertana          | LP                 | 12+3       | 0          | CI+CI-LP        | 0               | 0               | -                  | -                  | -                  | -           | -           | -           | 15     | 0      |
| 2017-2018          | Feralpisalò        | C                  | 23+6       | 1+0        | CI+CI-C         | 1+2             | 0               | -                  | -                  | -                  | -           | -           | -           | 32     | 1      |
| 2018-2019          | Feralpisalò        | C                  | 35+5       | 1+0        | CI+CI-C         | 2+3             | 0               | -                  | -                  | -                  | -           | -           | -           | 45     | 1      |
| 2019-2020          | Feralpisalò        | C                  | 25         | 1          | CI+CI-C         | 3+5             | 0+1             | -                  | -                  | -                  | -           | -           | -           | 33     | 2      |
| Totale Feralpisalò | Totale Feralpisalò | Totale Feralpisalò | 83+11      | 3          |                 | 16              | 1               |                    | -                  | -                  |             | -           | -           | 110    | 4      |
| 2020-2021          | Pordenone          | B                  | 34         | 0          | CI              | 1               | 0               | -                  | -                  | -                  | -           | -           | -           | 35     | 0      |
| 2021-gen. 2022     | Pordenone          | B                  | 18         | 1          | CI              | 1               | 0               | -                  | -                  | -                  | -           | -           | -           | 19     | 1      |
| Totale Pordenone   | Totale Pordenone   | Totale Pordenone   | 52         | 1          |                 | 2               | 0               |                    | -                  | -                  |             | -           | -           | 54     | 1      |
| gen.-giu. 2022     | Modena             | C                  | 14         | 1          | CI-C            | -               | -               | -                  | -                  | -                  | SC-C        | 2           | 0           | 16     | 1      |
| 2022-2023          | Modena             | B                  | 36         | 4          | CI              | 3               | 1               | -                  | -                  | -                  | -           | -           | -           | 39     | 5      |
| 2023-2024          | Modena             | B                  | 38         | 1          | CI              | 0               | 0               | -                  | -                  | -                  | -           | -           | -           | 38     | 1      |
| 2024-2025          | Modena             | B                  | 29         | 0          | CI              | 1               | 0               | -                  | -                  | -                  | -           | -           | -           | 30     | 0      |
| Totale Modena      | Totale Modena      | Totale Modena      | 117        | 6          |                 | 4               | 1               |                    | -                  | -                  |             | 2           | 0           | 123    | 7      |
| Totale carriera    | Totale carriera    | Totale carriera    | 278        | 10         |                 | 22              | 2               |                    | -                  | -                  |             | 2           | 0           | 302    | 12     |

## Palmarès

### Club

#### Competizioni nazionali
- Serie C: 1

Modena: 2021-2022 (girone B)
- Supercoppa Serie C: 1

Modena: 2022